# Convocazioni per il campionato europeo maschile di pallamano 2022
Elenco dei giocatori convocati da ciascuna Nazionale partecipante al campionato europeo maschile di pallamano 2022.
Età, squadre, presenze e reti aggiornate al 13 gennaio 2022.

## Girone A

### Danimarca
Head coach:  Nikolaj Jacobsen
| N. | Pos. | Nome                   | Data di nascita (età)       | Altezza | Pres. | Reti | Squadra                |
| -- | ---- | ---------------------- | --------------------------- | ------- | ----- | ---- | ---------------------- |
| 1  | GK   | Niklas Landin Jacobsen | 19 dicembre 1988 (33 anni)  | 2.01 m  | 233   | 10   | THW Kiel               |
| 3  | RB   | Niclas Kirkeløkke      | 26 marzo 1994 (27 anni)     | 1.95 m  | 40    | 60   | Rhein-Neckar Löwen     |
| 4  | LW   | Magnus Landin Jacobsen | 20 agosto 1995 (26 anni)    | 1.97 m  | 90    | 182  | THW Kiel               |
| 7  | LW   | Emil Jakobsen          | 24 gennaio 1998 (23 anni)   | 1.90 m  | 23    | 87   | SG Flensburg-Handewitt |
| 8  | P    | René Antonsen          | 4 marzo 1992 (29 anni)      | 1.96 m  | 5     | 4    | Aalborg Handbold       |
| 11 | CB   | Rasmus Lauge           | 20 giugno 1991 (30 anni)    | 1.95 m  | 126   | 317  | Telekom Veszprém       |
| 15 | P    | Magnus Saugstrup       | 12 luglio 1996 (25 anni)    | 1.95 m  | 41    | 81   | SC Magdeburgo          |
| 16 | GK   | Jannick Green          | 29 settembre 1988 (33 anni) | 1.95 m  | 137   | 2    | SC Magdeburgo          |
| 17 | RW   | Lasse Svan Hansen      | 31 agosto 1983 (38 anni)    | 1.85 m  | 235   | 553  | SG Flensburg-Handewitt |
| 20 | GK   | Kevin Møller           | 20 giugno 1989 (32 anni)    | 2.00 m  | 52    | 6    | SG Flensburg-Handewitt |
| 21 | LB   | Henrik Møllgaard       | 2 gennaio 1985 (37 anni)    | 1.97 m  | 180   | 182  | Aalborg Handbold       |
| 22 | CB   | Mads Mensah Larsen     | 12 agosto 1991 (30 anni)    | 1.88 m  | 158   | 298  | SG Flensburg-Handewitt |
| 23 | P    | Henrik Toft Hansen     | 18 dicembre 1986 (35 anni)  | 2.00 m  | 140   | 252  | Paris Saint-Germain    |
| 24 | LB   | Mikkel Hansen          | 22 ottobre 1987 (34 anni)   | 1.92 m  | 231   | 1190 | Paris Saint-Germain    |
| 26 | RW   | Jóhan Hansen           | 1º maggio 1994 (27 anni)    | 1.90 m  | 56    | 117  | TSV Hannover-Burgdorf  |
| 28 | LB   | Lasse Andersson        | 11 marzo 1994 (27 anni)     | 1.96 m  | 53    | 65   | Füchse Berlino         |
| 29 | LB   | Aaron Mensing          | 11 novembre 1997 (24 anni)  | 1.98 m  | 5     | 11   | SG Flensburg-Handewitt |
| 32 | LB   | Jacob Holm             | 5 settembre 1995 (26 anni)  | 1.94 m  | 51    | 146  | Füchse Berlino         |
| 33 | RB   | Mathias Gidsel         | 8 febbraio 1999 (22 anni)   | 1.90 m  | 27    | 122  | GOG Håndbold           |
| 34 | P    | Simon Hald             | 29 settembre 1994 (27 anni) | 2.03 m  | 49    | 61   | SG Flensburg-Handewitt |

### Montenegro
Head coach:  Zoran Roganović
| N. | Pos. | Nome                 | Data di nascita (età)       | Altezza | Pres. | Reti | Squadra               |
| -- | ---- | -------------------- | --------------------------- | ------- | ----- | ---- | --------------------- |
| 1  | GK   | Nikola Matović       | 8 maggio 1998 (23 anni)     | 1.91 m  | 0     | 0    | HC Struga             |
| 2  | LW   | Filip Vujović        | 7 aprile 1996 (25 anni)     | 1.88 m  | 5     | 7    | BM Nava               |
| 3  | CB   | Aleksandar Glendža   | 1º dicembre 1995 (26 anni)  | 1.97 m  | 2     | 4    | HC Buzău              |
| 8  | P    | Vuk Lazović          | 10 marzo 1988 (33 anni)     | 2.00 m  | 14    | 15   | SK Hawks              |
| 9  | CB   | Radojica Čepić       | 29 luglio 2002 (19 anni)    | 1.94 m  | 2     | 7    | RK Celje              |
| 11 | RB   | Branko Vujović       | 20 aprile 1998 (23 anni)    | 1.96 m  | 8     | 15   | Łomża Vive Kielce     |
| 12 | GK   | Mile Mijušković      | 8 ottobre 1985 (36 anni)    | 1.95 m  | 28    | 0    | BM Burgos             |
| 13 | RW   | Mirko Radović        | 15 giugno 1990 (31 anni)    | 1.86 m  | 42    | 41   | RK Eurofarm Pelister  |
| 15 | LB   | Arsenije Dragašević  | 18 luglio 2002 (19 anni)    | 2.02 m  | 1     | 0    | RK Celje              |
| 17 | CB   | Vasilije Kaluđerović | 3 ottobre 1998 (23 anni)    | 1.91 m  | 2     | 4    | 1. VfL Potsdam        |
| 18 | P    | Nebojša Simović      | 15 novembre 1993 (28 anni)  | 1.99 m  | 9     | 11   | Saran Loiret Handball |
| 19 | P    | Luka Vujović         | 11 aprile 2000 (21 anni)    | 1.92 m  | 2     | 0    | RK Koper              |
| 20 | LB   | Stevan Vujović       | 7 aprile 1990 (31 anni)     | 1.90 m  | 39    | 66   | CS Minaur Baia Mare   |
| 21 | LB   | Vasko Ševaljević     | 21 giugno 1988 (33 anni)    | 1.93 m  | 53    | 221  | Saran Loiret Handball |
| 22 | RB   | Luka Vukićević       | 2 aprile 2002 (19 anni)     | 1.89 m  | 0     | 0    | Bregenz Handball      |
| 24 | LB   | Miloš Božović        | 10 dicembre 1994 (27 anni)  | 1.99 m  | 27    | 66   | US Ivry Handball      |
| 27 | LW   | Jovan Abramović      | 18 novembre 2003 (18 anni)  | 1.89 m  | 0     | 0    | RK Vojvodina          |
| 29 | RW   | Balša Čejović        | 29 dicembre 1999 (22 anni)  | 1.77 m  | 0     | 0    | AC Diomidis Argous    |
| 32 | CB   | Božo Anđelić         | 16 marzo 1992 (29 anni)     | 1.86 m  | 37    | 52   | Ferencvárosi TC       |
| 33 | CB   | Božidar Simić        | 14 giugno 1997 (24 anni)    | 1.89 m  | 0     | 0    | RD Ribnica            |
| 40 | GK   | Jagoš Braunović      | 10 settembre 1998 (23 anni) | 1.87 m  | 4     | 0    | GRK Ohrid             |
| 43 | CB   | Bogdan Nikolić       | 7 maggio 1992 (29 anni)     | 1.94 m  | 0     | 0    | RK Sloboda Tuzla      |
| 44 | P    | Miodrag Ćorsović     | 22 febbraio 2000 (21 anni)  | 1.98 m  | 0     | 0    | RK Trimo Trebnje      |
| 90 | P    | Nemanja Grbović      | 26 aprile 1990 (31 anni)    | 1.83 m  | 51    | 122  | Steaua București      |
|    | RW   | Vojislav Vukić       | 5 marzo 2003 (18 anni)      | 1.80 m  |       |      |                       |

### Macedonia del Nord
Head coach:  Kiril Lazarov
| N. | Pos. | Nome                | Data di nascita (età)       | Altezza | Pres. | Reti | Squadra                |
| -- | ---- | ------------------- | --------------------------- | ------- | ----- | ---- | ---------------------- |
| 1  | GK   | Nikola Mitrevski    | 3 ottobre 1985 (36 anni)    | 1.88 m  | 120   | 2    | FC Porto               |
| 4  | RB   | Martin Velkovski    | 10 marzo 1997 (24 anni)     | 1.90 m  | 32    | 7    | RK Eurofarm Pelister   |
| 5  | P    | Stojanče Stoilov    | 30 aprile 1987 (34 anni)    | 1.91 m  | 73    | 143  | RK Vardar 1961         |
| 7  | RB   | Kiril Lazarov       | 10 maggio 1980 (41 anni)    | 1.95 m  | 207   | 1443 | HBC Nantes             |
| 8  | LW   | Cvetan Kuzmanoski   | 5 dicembre 1999 (22 anni)   | 1.92 m  | 3     | 0    | RK Eurofarm Pelister 2 |
| 9  | CB   | Igor Gjorgiev       | 2 giugno 2000 (21 anni)     | 1.89 m  | 0     | 0    | RK Alkaloid            |
| 10 | CB   | Marko Mitev         | 23 febbraio 2003 (18 anni)  | 1.83 m  | 0     | 0    | RK Butel Skopje        |
| 11 | LB   | Filip Taleski       | 28 marzo 1996 (25 anni)     | 2.00 m  | 50    | 109  | RK Vardar 1961         |
| 12 | GK   | Martin Tomovski     | 10 luglio 1997 (24 anni)    | 1.94 m  | 12    | 0    | RK Vardar 1961         |
| 13 | CB   | Filip Mirkulovski   | 14 settembre 1983 (38 anni) | 1.89 m  | 170   | 315  | HSG Wetzlar            |
| 14 | P    | Kristijan Simonoski | 29 maggio 2000 (21 anni)    | 1.87 m  | 0     | 0    | RK Golden Art KL7      |
| 17 | P    | Nikola Markoski     | 22 maggio 1990 (31 anni)    | 1.98 m  | 66    | 17   | RK Alkaloid            |
| 18 | LB   | Filip Kuzmanovski   | 3 luglio 1996 (25 anni)     | 1.98 m  | 48    | 61   | TSV Hannover-Burgdorf  |
| 19 | RW   | Nenad Kosteski      | 4 marzo 2001 (20 anni)      | 1.89 m  | 10    | 2    | RK Eurofarm Pelister   |
| 20 | GK   | Marko Kizikj        | 22 gennaio 2001 (20 anni)   | 1.98 m  | 0     | 0    | RK Eurofarm Pelister   |
| 22 | RW   | Goce Georgievski    | 12 febbraio 1987 (34 anni)  | 1.85 m  | 120   | 280  | RK Vardar 1961         |
| 25 | CB   | Goran Krstevski     | 29 marzo 1996 (25 anni)     | 1.96 m  | 21    | 3    | CSM Focșani            |
| 26 | LW   | Goce Ojleski        | 10 ottobre 1989 (32 anni)   | 1.80 m  | 27    | 21   | RK Eurofarm Pelister   |
| 31 | LB   | Mihajlo Mladenovikj | 21 settembre 2000 (21 anni) | 1.95 m  | 2     | 0    | GRK Ohrid              |
| 33 | P    | Žarko Peševski      | 11 aprile 1991 (30 anni)    | 1.95 m  | 55    | 69   | TVB 1898 Stuttgart     |
| 66 | LW   | Bojan Madzovski     | 8 maggio 1994 (27 anni)     | 1.84 m  | 11    | 10   | RK Eurofarm Pelister   |
| 77 | RB   | Martin Serafimov    | 3 marzo 2000 (21 anni)      | 1.90 m  | 7     | 1    | RK Alkaloid            |
| 92 | P    | Kostadin Petrov     | 30 marzo 1992 (29 anni)     | 1.90 m  | 0     | 0    | RK Metalurg Skopje     |
| 97 | CB   | Marko Miševski      | 23 agosto 1999 (22 anni)    | 1.99 m  | 11    | 0    | RK Vardar 1961         |

### Slovenia
Head coach:  Ljubomir Vranjes
| N. | Pos. | Nome             | Data di nascita (età)       | Altezza | Pres. | Reti | Squadra                        |
| -- | ---- | ---------------- | --------------------------- | ------- | ----- | ---- | ------------------------------ |
| 1  | GK   | Jože Baznik      | 24 maggio 1993 (28 anni)    | 1.87 m  | 2     | 0    | Cesson-Rennes MHB              |
| 2  | CB   | Staš Skube       | 15 novembre 1989 (32 anni)  | 1.79 m  | 28    | 51   | HC Meshkov Brest               |
| 3  | P    | Blaž Blagotinšek | 17 gennaio 1994 (27 anni)   | 2.03 m  | 101   | 186  | Telekom Veszprém               |
| 5  | LB   | Nik Henigman     | 4 dicembre 1995 (26 anni)   | 2.01 m  | 59    | 89   | SC Pick Szeged                 |
| 6  | RW   | Gašper Marguč    | 20 agosto 1990 (31 anni)    | 1.80 m  | 113   | 395  | Telekom Veszprém               |
| 8  | RW   | Blaž Janc        | 20 novembre 1996 (25 anni)  | 1.85 m  | 79    | 272  | Barça                          |
| 9  | LB   | Vid Levc         | 23 novembre 1994 (27 anni)  | 1.98 m  | 1     | 0    | RK Slovenj Gradec 2011         |
| 11 | RB   | Jure Dolenec     | 6 dicembre 1988 (33 anni)   | 1.91 m  | 161   | 598  | Limoges Handball               |
| 12 | GK   | Aljaž Panjtar    | 20 agosto 1991 (30 anni)    | 1.83 m  | 2     | 0    | RK Gorenje Velenje             |
| 15 | P    | Vid Poteko       | 5 aprile 1991 (30 anni)     | 1.94 m  | 60    | 34   | Celje Pivovarna Laško          |
| 20 | LW   | Tilen Kodrin     | 14 maggio 1995 (26 anni)    | 1.92 m  | 51    | 73   | Celje Pivovarna Laško          |
| 23 | CB   | Miha Zarabec     | 12 ottobre 1991 (30 anni)   | 1.78 m  | 79    | 183  | THW Kiel                       |
| 25 | LW   | Tilen Sokolič    | 5 settembre 1996 (25 anni)  | 1.80 m  | 0     | 0    | RK Gorenje Velenje             |
| 34 | CB   | Rok Ovniček      | 29 gennaio 1995 (26 anni)   | 1.85 m  | 34    | 33   | HBC Nantes                     |
| 35 | CB   | Domen Makuc      | 1º luglio 2000 (21 anni)    | 1.88 m  | 4     | 13   | Barça                          |
| 41 | RB   | Matic Grošelj    | 22 settembre 1997 (24 anni) | 1.96 m  | 11    | 16   | C' Chartres Métropole Handball |
| 51 | LB   | Borut Mačkovšek  | 11 settembre 1992 (29 anni) | 2.03 m  | 119   | 293  | Pick Szeged                    |
| 69 | RB   | Tadej Kljun      | 18 aprile 2001 (20 anni)    | 1.96 m  | 0     | 0    | S.L. Benfica                   |
| 90 | GK   | Urban Lesjak     | 24 agosto 1990 (31 anni)    | 1.88 m  | 59    | 0    | TSV Hannover-Burgdorf          |
| 95 | P    | Matic Suholežnik | 2 maggio 1995 (26 anni)     | 2.02 m  | 40    | 35   | Celje Pivovarna Laško          |
| 99 | GK   | Urh Kastelic     | 27 febbraio 1996 (25 anni)  | 2.02 m  | 47    | 5    | Frisch Auf Göppingen           |

## Girone B

### Ungheria
Head coach:  István Gulyás
| N. | Pos. | Nome                    | Data di nascita (età)      | Altezza | Pres. | Reti | Squadra              |
| -- | ---- | ----------------------- | -------------------------- | ------- | ----- | ---- | -------------------- |
| 2  | P    | Adrián Sipos            | 8 marzo 1990               | 2.00 m  | 40    | 24   | Telekom Veszprém     |
| 3  | P    | Petar Topic             | 30 dicembre 1991           | 2.01 m  | 7     | 17   | Balatonfüredi KSE    |
| 7  | LW   | Bendegúz Bóka           | 2 ottobre 1993             | 1.90 m  | 46    | 103  | Balatonfüredi KSE    |
| 11 | LB   | Patrik Ligetvári        | 13 febbraio 1996 (24 anni) | 2.01 m  | 57    | 58   | Telekom Veszprém     |
| 12 | GK   | Márton Székely          | 2 gennaio 1990             | 1.94 m  | 61    | 0    | RK Eurofarm Pelister |
| 15 | CB   | Mátyás Győri            | 2 febbraio 1997            | 1.94 m  | 20    | 49   | Grundfos Tatabánya   |
| 16 | GK   | Roland Mikler           | 20 settembre 1984          | 1.92 m  | 217   | 1    | SC Pick Szeged       |
| 17 | CB   | Bence Nagy              | 5 luglio 1995              | 1.95 m  | 16    | 26   | Ferencvárosi TC      |
| 20 | P    | Miklós Rosta            | 14 febbraio 1999           | 2.03 m  | 24    | 37   | SC Pick Szeged       |
| 21 | RB   | Zorán Ilic              | 2 gennaio 2002             | 2.00 m  | 2     | 0    | Telekom Veszprém     |
| 22 | LW   | Stefan Sunajko          | 10 aprile 1998             | 1.94 m  | 9     | 21   | Grundfos Tatabánya   |
| 23 | RB   | Dominik Máthé           | 1º aprile 1999             | 2.01 m  | 32    | 103  | Elverum Håndball     |
| 24 | GK   | Ádám Borbély            | 22 giugno 1995             | 1.97 m  | 18    | 0    | Veszprém KKFT        |
| 25 | RW   | Pedro Rodríguez Álvarez | 22 agosto 1990             | 1.93 m  | 9     | 21   | Balatonfüredi KSE    |
| 27 | P    | Bence Bánhidi           | 9 febbraio 1995            | 2.08 m  | 81    | 238  | Pick Szeged          |
| 29 | RW   | Bendegúz Bujdosó        | 10 dicembre 1994           | 1.80 m  | 4     | 6    | Ferencvárosi TC      |
| 30 | LB   | Zoltán Szita            | 10 febbraio 1998           | 1.97 m  | 33    | 73   | Orlen Wisła Płock    |
| 33 | RB   | Gábor Ancsin            | 27 novembre 1990           | 2.02 m  | 123   | 255  | Grundfos Tatabánya   |
| 39 | LB   | Richárd Bodó            | 13 marzo 1993              | 2.03 m  | 74    | 209  | Pick Szeged          |
| 66 | CB   | Máté Lékai              | 16 giugno 1988             | 1.90 m  | 143   | 407  | Telekom Veszprém     |
| 77 | CB   | Egon Hanusz             | 25 settembre 1997          | 1.77 m  | 12    | 15   | TVB 1898 Stuttgart   |

### Islanda
Head coach:  Guðmundur Guðmundsson
| N. | Pos. | Nome                       | Data di nascita (età)       | Altezza | Pres. | Reti | Squadra                  |
| -- | ---- | -------------------------- | --------------------------- | ------- | ----- | ---- | ------------------------ |
| 1  | GK   | Björgvin Páll Gústavsson   | 24 maggio 1985 (36 anni)    | 1.90 m  | 236   | 16   | Valur                    |
| 3  | CB   | Janus Daði Smárason        | 1º gennaio 1995 (27 anni)   | 1.84 m  | 49    | 69   | Frisch Auf Göppingen     |
| 4  | LB   | Aron Pálmarsson            | 19 luglio 1990 (31 anni)    | 1.93 m  | 152   | 593  | Aalborg Handbold         |
| 7  | RB   | Viggó Kristjánsson         | 9 dicembre 1993 (28 anni)   | 1.87 m  | 21    | 55   | TVB 1898 Stuttgart       |
| 8  | LW   | Bjarki Már Elísson         | 16 maggio 1990 (31 anni)    | 1.90 m  | 82    | 230  | TBV Lemgo                |
| 9  | CB   | Elvar Örn Jónsson          | 31 agosto 1997 (24 anni)    | 1.85 m  | 46    | 120  | MT Melsungen             |
| 10 | CB   | Gísli Þorgeir Kristjánsson | 30 luglio 1999 (22 anni)    | 1.91 m  | 32    | 51   | SC Magdeburgo            |
| 11 | P    | Ýmir Örn Gíslason          | 1º luglio 1997 (24 anni)    | 1.92 m  | 52    | 23   | Rhein-Neckar Löwen       |
| 13 | LB   | Ólafur Guðmundsson         | 13 maggio 1990 (31 anni)    | 1.94 m  | 133   | 266  | Montpellier Handball     |
| 14 | RB   | Ómar Ingi Magnússon        | 12 marzo 1997 (24 anni)     | 1.84 m  | 56    | 150  | SC Magdeburgo            |
| 16 | GK   | Viktor Gísli Hallgrímsson  | 24 luglio 2000 (21 anni)    | 2.03 m  | 25    | 0    | GOG Håndbold             |
| 18 | P    | Elliði Snær Viðarsson      | 15 novembre 1998 (23 anni)  | 1.92 m  | 13    | 14   | VfL Gummersbach          |
| 19 | LB   | Daníel Þór Ingason         | 15 novembre 1995 (26 anni)  | 1.95 m  | 34    | 9    | HBW Balingen-Weilstetten |
| 20 | GK   | Ágúst Elí Björgvinsson     | 11 aprile 1995 (26 anni)    | 1.86 m  | 41    | 1    | KIF Kolding              |
| 21 | P    | Arnar Freyr Arnarsson      | 14 marzo 1996 (25 anni)     | 2.01 m  | 63    | 76   | MT Melsungen             |
| 22 | RW   | Sigvaldi Guðjónsson        | 4 luglio 1994 (27 anni)     | 1.93 m  | 39    | 86   | Łomża Vive Kielce        |
| 23 | RB   | Kristján Örn Kristjánsson  | 25 dicembre 1997 (24 anni)  | 1.90 m  | 12    | 18   | Pays d'Aix UC            |
| 24 | RB   | Teitur Örn Einarsson       | 23 settembre 1998 (23 anni) | 1.90 m  | 21    | 22   | SG Flensburg-Handewitt   |
| 28 | LW   | Orri Freyr Þorkelsson      | 25 giugno 1999 (22 anni)    | 1.85 m  | 1     | 1    | Elverum Håndball         |
| 36 | LB   | Elvar Ásgeirsson           | 4 settembre 1994 (27 anni)  | 1.94 m  | 0     | 0    | Nancy Handball           |

### Paesi Bassi
Head coach:  Erlingur Richardsson
| N. | Pos. | Nome               | Data di nascita (età)      | Altezza | Pres. | Reti | Squadra               |
| -- | ---- | ------------------ | -------------------------- | ------- | ----- | ---- | --------------------- |
| 1  | GK   | Bart Ravensbergen  | 14 marzo 1993 (28 anni)    | 1.90 m  | 68    | 6    | HSG Nordhorn-Lingen   |
| 5  | LW   | Rutger ten Velde   | 5 marzo 1997 (24 anni)     | 1.78 m  | 30    | 58   | TuS Ferndorf          |
| 7  | LB   | Robin Schoenaker   | 23 agosto 1995 (26 anni)   | 1.98 m  | 22    | 1    | Sporting Pelt         |
| 9  | CB   | Florent Bourget    | 12 giugno 1998 (23 anni)   | 1.86 m  | 2     | 1    | Handbal Volendam      |
| 11 | RB   | Iso Sluijters      | 24 luglio 1990 (31 anni)   | 1.92 m  | 84    | 180  | GC Amicitia Zürich    |
| 12 | CB   | Luc Steins         | 22 marzo 1995 (26 anni)    | 1.73 m  | 72    | 209  | Paris Saint-Germain   |
| 13 | P    | Samir Benghanem    | 10 dicembre 1993 (28 anni) | 1.94 m  | 36    | 51   | Green Park/Aalsmeer   |
| 14 | RW   | Bobby Schagen      | 13 gennaio 1990 (32 anni)  | 1.90 m  | 97    | 321  | TBV Lemgo             |
| 17 | P    | Ivo Steins         | 18 luglio 1992 (29 anni)   | 1.80 m  | 72    | 91   | OCI-LIONS             |
| 20 | RB   | Niels Versteijnen  | 3 febbraio 2000 (21 anni)  | 2.00 m  | 17    | 17   | VfL Lübeck-Schwartau  |
| 25 | LB   | Ephrahim Jerry     | 27 maggio 1996 (25 anni)   | 1.96 m  | 45    | 105  | Kadetten Schaffhausen |
| 26 | GK   | Dennis Schellekens | 8 ottobre 1990 (31 anni)   | 1.91 m  | 24    | 0    | Handbal Volendam      |
| 31 | RB   | Kay Smits          | 31 marzo 1997 (24 anni)    | 1.86 m  | 55    | 210  | SC Magdeburgo         |
| 32 | LW   | Tommie Falke       | 8 febbraio 1993 (28 anni)  | 1.83 m  | 32    | 86   | Sporting Pelt         |
| 34 | RB   | Tom Jansen         | 18 giugno 1998 (23 anni)   | 1.99 m  | 4     | 4    | TV Grosswallstadt     |
| 77 | CB   | Dani Baijens       | 5 maggio 1998 (23 anni)    | 1.82 m  | 43    | 72   | ASV Hamm-Westfalen    |

### Portogallo
Head coach: Paulo Pereira
| N. | Pos. | Nome                    | Data di nascita (età)       | Altezza | Pres. | Reti | Squadra                             |
| -- | ---- | ----------------------- | --------------------------- | ------- | ----- | ---- | ----------------------------------- |
| 6  | P    | Tiago Sousa             | 6 dicembre 2000 (21 anni)   | 1.97 m  | 2     | 0    | FC Porto                            |
| 8  | P    | Victor Iturriza         | 22 maggio 1990 (31 anni)    | 1.93 m  | 22    | 71   | FC Porto                            |
| 12 | GK   | Manuel Gaspar           | 9 dicembre 1998 (23 anni)   | 1.93 m  | 9     | 0    | Sporting CP                         |
| 13 | RB   | Ángel Hernández Zulueta | 4 febbraio 1994 (27 anni)   | 1.88 m  | 3     | 4    | Kuwait SC                           |
| 14 | CB   | Rui Silva               | 28 aprile 1993 (28 anni)    | 1.86 m  | 104   | 169  | FC Porto                            |
| 15 | P    | Daymaro Salina          | 1º settembre 1987 (34 anni) | 2.00 m  | 65    | 120  | FC Porto                            |
| 18 | LB   | Daniel Vieira           | 19 luglio 2000 (21 anni)    | 1.91 m  | 0     | 0    | Associação Atlética de Águas Santas |
| 23 | LW   | Diogo Branquinho        | 25 luglio 1994 (27 anni)    | 1.85 m  | 66    | 156  | FC Porto                            |
| 29 | RW   | Miguel Alves            | 22 luglio 1996 (25 anni)    | 1.89 m  | 3     | 15   | FC Porto                            |
| 30 | LW   | Leonel Fernandes        | 12 marzo 1998 (23 anni)     | 1.91 m  | 13    | 14   | FC Porto                            |
| 31 | LB   | Salvador Salvador       | 29 luglio 2001 (20 anni)    | 1.96 m  | 4     | 6    | Sporting CP                         |
| 35 | GK   | Miguel Espinha          | 20 luglio 1993 (28 anni)    | 1.90 m  | 0     | 0    | Cesson-Rennes MHB                   |
| 44 | RW   | Francisco Tavares       | 14 novembre 1996 (25 anni)  | 1.80 m  | 3     | 7    | Sporting CP                         |
| 65 | CB   | André Sousa             | 3 marzo 2002 (19 anni)      | 1.86 m  | 3     | 3    | Associação Atlética de Águas Santas |
| 66 | RB   | João Gomes              | 6 settembre 2002 (19 anni)  | 1.78 m  | 0     | 0    | Associação Atlética de Águas Santas |
| 79 | CB   | Martim Costa            | 27 settembre 2002 (19 anni) | 1.88 m  | 0     | 0    | Sporting CP                         |
| 88 | LB   | Fábio Magalhães         | 12 marzo 1988 (33 anni)     | 1.94 m  | 160   | 325  | FC Porto                            |
|    | GK   | Diogo Marques           | 17 marzo 2004 (17 anni)     | 1.88 m  |       |      | FC Porto                            |
|    | RB   | Vasco Costa             | 2 dicembre 2005 (16 anni)   | 1.90 m  |       |      | FC Gaia                             |

## Girone C

### Croazia
Head coach:  Hrvoje Horvat
| N. | Pos. | Nome            | Data di nascita (età)       | Altezza | Pres. | Reti | Squadra               |
| -- | ---- | --------------- | --------------------------- | ------- | ----- | ---- | --------------------- |
| 2  | LW   | Lovro Mihić     | 25 agosto 1994 (27 anni)    | 1.81 m  | 37    | 46   | Orlen Wisła Płock     |
| 5  | CB   | Domagoj Duvnjak | 1º giugno 1988              | 1.97 m  | 223   | 720  | THW Kiel              |
| 8  | CB   | Ante Gadža      | 26 agosto 1992 (29 anni)    | 1.95 m  | 5     | 9    | RK Vardar 1961        |
| 12 | GK   | Ivan Pešić      | 17 marzo 1989               | 1.94 m  | 47    | 1    | TVB 1898 Stuttgart    |
| 16 | GK   | Matej Mandić    | 2 maggio 2002 (19 anni)     | 2.04 m  | 4     | 0    | PPD Zagreb            |
| 24 | RB   | Šime Ivić       | 21 gennaio 1993 (28 anni)   | 1.95 m  | 9     | 16   | SC DHfK Leipzig       |
| 27 | RW   | Ivan Čupić      | 27 marzo 1986 (35 anni)     | 1.78 m  | 159   | 585  | PPD Zagreb            |
| 30 | LB   | Marko Mamić     | 6 marzo 1994                | 2.02 m  | 65    | 104  | SC DHfK Leipzig       |
| 33 | CB   | Luka Cindrić    | 5 luglio 1993 (28 anni)     | 1.82 m  | 76    | 191  | Barça                 |
| 35 | GK   | Mate Šunjić     | 18 marzo 1987 (34 anni)     | 1.95 m  | 21    | 0    | US Ivry Handball      |
| 39 | LW   | David Mandić    | 14 settembre 1997 (24 anni) | 1.87 m  | 46    | 127  | PPD Zagreb            |
| 40 | P    | Nikola Grahovac | 14 dicembre 1998 (23 anni)  | 2.01 m  | 3     | 1    | PPD Zagreb            |
| 45 | LB   | Halil Jaganjac  | 22 giugno 1998 (23 anni)    | 2.00 m  | 28    | 54   | Nexe Našice           |
| 51 | RB   | Ivan Martinović | 6 gennaio 1998              | 1.94 m  | 5     | 9    | TSV Hannover-Burgdorf |
| 52 | P    | Leon Šušnja     | 5 agosto 1993 (28 anni)     | 2.04 m  | 10    | 18   | Orlen Wisła Płock     |
| 53 | P    | Marin Šipić     | 29 aprile 1996 (25 anni)    | 1.90 m  | 35    | 58   | PPD Zagreb            |
| 57 | RW   | Filip Glavaš    | 6 maggio 1997 (24 anni)     | 1.83 m  | 0     | 0    | RK Trimo Trebnje      |
| 58 | LB   | Zvonimir Srna   | 18 gennaio 1998 (23 anni)   | 2.02 m  | 3     | 1    | PPD Zagreb            |

### Francia
Head coach:  Guillaume Gille
| N. | Pos. | Nome              | Data di nascita (età)      | Altezza | Pres. | Reti | Squadra              |
| -- | ---- | ----------------- | -------------------------- | ------- | ----- | ---- | -------------------- |
| 2  | RW   | Yanis Lenne       | 29 giugno 1996 (25 anni)   | 1.87 m  | 18    | 20   | Montpellier Handball |
| 4  | CB   | Aymeric Minne     | 20 aprile 1997 (24 anni)   | 1.86 m  | 3     | 7    | HBC Nantes           |
| 6  | RW   | Julien Bos        | 18 agosto 1998 (23 anni)   | 1.88 m  | 2     | 1    | Montpellier Handball |
| 7  | CB   | Romain Lagarde    | 5 marzo 1997 (24 anni)     | 1.94 m  | 56    | 70   | Pays d’Aix UC        |
| 9  | RB   | Melvyn Richardson | 30 gennaio 1997 (24 anni)  | 1.90 m  | 42    | 98   | Barça                |
| 10 | RB   | Dika Mem          | 31 agosto 1997 (24 anni)   | 1.94 m  | 78    | 223  | Barça                |
| 11 | P    | Nicolas Tournat   | 5 aprile 1994 (27 anni)    | 2.00 m  | 56    | 98   | Łomża Vive Kielce    |
| 12 | GK   | Vincent Gérard    | 16 dicembre 1986 (35 anni) | 1.88 m  | 123   | 17   | Paris Saint-Germain  |
| 13 | CB   | Nikola Karabatić  | 11 aprile 1984 (37 anni)   | 1.96 m  | 324   | 1238 | Paris Saint-Germain  |
| 14 | CB   | Kentin Mahé       | 22 maggio 1991 (30 anni)   | 1.86 m  | 136   | 439  | Telekom Veszprém     |
| 23 | P    | Ludovic Fabregas  | 1º luglio 1996 (25 anni)   | 1.98 m  | 98    | 203  | Barça                |
| 24 | GK   | Wesley Pardin     | 1º gennaio 1990 (32 anni)  | 1.95 m  | 22    | 0    | Pays d’Aix UC        |
| 25 | LW   | Hugo Descat       | 16 agosto 1992 (29 anni)   | 1.83 m  | 29    | 115  | Montpellier Handball |
| 28 | RW   | Valentin Porte    | 7 settembre 1990 (31 anni) | 1.90 m  | 153   | 373  | Montpellier Handball |
| 29 | RW   | Benoît Kounkoud   | 19 febbraio 1997 (24 anni) | 1.88 m  | 18    | 20   | Paris Saint-Germain  |
| 31 | LW   | Dylan Nahi        | 30 novembre 1999 (22 anni) | 1.92 m  | 12    | 31   | Łomża Vive Kielce    |
| 33 | P    | Théo Monar        | 6 giugno 2001 (20 anni)    | 2.00 m  | 3     | 12   | HBC Nantes           |
| 34 | LB   | Karl Konan        | 3 giugno 1995 (26 anni)    | 1.97 m  | 3     | 2    | Pays d’Aix UC        |
| 39 | LB   | Thibaud Briet     | 14 dicembre 1999 (22 anni) | 2.05 m  | 0     | 0    | HBC Nantes           |
| 92 | GK   | Remi Desbonnet    | 28 febbraio 1992 (29 anni) | 1.82 m  | 5     | 0    | USAM Nîmes           |

### Serbia
Head coach:  Toni Gerona
| N. | Pos. | Nome                | Data di nascita (età)       | Altezza | Pres. | Reti | Squadra              |
| -- | ---- | ------------------- | --------------------------- | ------- | ----- | ---- | -------------------- |
| 1  | GK   | Milan Bomaštar      | 10 luglio 1999 (22 anni)    | 2.01 m  | 2     | 0    | ABANCA Ademar León   |
| 5  | RB   | Milan Milić         | 14 maggio 1998 (23 anni)    | 1.98 m  | 24    | 68   | HBC Nantes           |
| 6  | LB   | Uroš Borzaš         | 28 luglio 1999 (22 anni)    | 1.88 m  | 3     | 8    | Fenix Toulouse       |
| 8  | LB   | Stevan Sretenović   | 25 settembre 1995 (26 anni) | 2.01 m  | 26    | 58   | Meshkov Brest        |
| 10 | RW   | Darko Đukić         | 11 dicembre 1994 (27 anni)  | 1.91 m  | 44    | 114  | RK Vardar 1961       |
| 11 | LB   | Ilija Abutović      | 2 agosto 1988 (33 anni)     | 2.02 m  | 46    | 25   | Rhein-Neckar Löwen   |
| 13 | P    | Živan Pešić         | 7 luglio 1993 (28 anni)     | 1.93 m  | 34    | 74   | Hapoel Rishon LeZion |
| 17 | RW   | Bogdan Radivojević  | 2 marzo 1993 (28 anni)      | 1.92 m  | 62    | 219  | Pick Szeged          |
| 19 | LW   | Nemanja Ilić        | 11 maggio 1990 (31 anni)    | 1.76 m  | 91    | 344  | Fenix Toulouse       |
| 20 | P    | Dragan Pechmalbec   | 5 gennaio 1996 (26 anni)    | 1.94 m  | 1     | 4    | HBC Nantes           |
| 21 | LW   | Vanja Ilić          | 25 febbraio 1993 (28 anni)  | 1.85 m  | 49    | 119  | C' Chartres MHB      |
| 24 | CB   | Lazar Kukić         | 12 dicembre 1995 (26 anni)  | 1.88 m  | 30    | 79   | S.L. Benfica         |
| 25 | RB   | Nemanja Zelenović   | 27 febbraio 1990 (31 anni)  | 1.94 m  | 92    | 264  | Frisch Auf Göppingen |
| 30 | RB   | Jovica Nikolić      | 18 novembre 2001 (20 anni)  | 1.90 m  | 11    | 28   | RK Vojvodina         |
| 31 | CB   | Đorđe Đekić         | 28 agosto 1993 (28 anni)    | 1.89 m  | 0     | 0    | Riihimäki Cocks      |
| 33 | P    | Mijajlo Marsenić    | 9 marzo 1993 (28 anni)      | 2.02 m  | 95    | 264  | Füchse Berlino       |
| 36 | RB   | Miloš Orbović       | 2 novembre 1993 (28 anni)   | 1.93 m  | 11    | 18   | HC Kriens-Luzern     |
| 39 | LB   | Marko Milosavljević | 13 settembre 1998 (23 anni) | 2.01 m  | 4     | 17   | ABANCA Ademar León   |
| 44 | LB   | Petar Đorđić        | 17 settembre 1990 (31 anni) | 1.96 m  | 36    | 86   | S.L. Benfica         |
| 76 | GK   | Vladimir Cupara     | 19 febbraio 1994 (27 anni)  | 1.99 m  | 54    | 3    | Telekom Veszprém     |
| 96 | GK   | Dejan Milosavljev   | 16 marzo 1996 (25 anni)     | 1.96 m  | 43    | 2    | Füchse Berlino       |

### Ucraina
Head coach:  Michael Biegler
| N. | Pos. | Nome                | Data di nascita (età)       | Altezza | Pres. | Reti | Squadra                 |
| -- | ---- | ------------------- | --------------------------- | ------- | ----- | ---- | ----------------------- |
| 1  | GK   | Anton Terekhov      | 28 luglio 1992 (29 anni)    | 1.94 m  | 8     | 0    | CS Minaur Baia Mare     |
| 2  | CB   | Vladyslav Zalevskyi | 19 settembre 1998 (23 anni) | 1.90 m  | 2     | 6    | Dynamo Astrakhan        |
| 4  | LB   | Yevhen Buinenko     | 20 settembre 1992 (29 anni) | 2.01 m  | 30    | 22   | Maccabi Dimona          |
| 8  | LW   | Oleksandr Kasai     | 14 gennaio 1997 (24 anni)   | 1.83 m  | 0     | 0    | HC Motor Zaporozhye     |
| 10 | P    | Dmytro Tiutiunnyk   | 7 marzo 1993 (28 anni)      | 2.00 m  | 27    | 41   | HC Motor Zaporozhye     |
| 15 | CB   | Oleksandr Tilte     | 10 aprile 1995 (26 anni)    | 1.98 m  | 51    | 92   | HC Motor Zaporozhye     |
| 18 | LW   | Stanislav Pliasun   | 5 giugno 1996 (25 anni)     | 1.84 m  | 3     | 8    | CSKA-SHVSM              |
| 19 | RW   | Eduard Kravchenko   | 19 maggio 1996 (25 anni)    | 1.80 m  | 3     | 12   | HC Motor Zaporozhye     |
| 21 | LW   | Yevhen Zhuk         | 4 agosto 1990 (31 anni)     | 1.87 m  | 51    | 85   | Permskie Medvedi        |
| 23 | RB   | Vladyslav Dontsov   | 22 settembre 1995 (26 anni) | 2.00 m  | 14    | 28   | HC Motor Zaporozhye     |
| 24 | LB   | Dmytro Horiha       | 8 ottobre 1997 (24 anni)    | 1.96 m  | 21    | 43   | HC Motor Zaporozhye     |
| 25 | RW   | Daniil Glushak      | 8 luglio 2000 (21 anni)     | 1.91 m  | 0     | 0    | Dragūnas Klaipėda       |
| 27 | P    | Ivan Burzak         | 22 febbraio 1998 (23 anni)  | 2.00 m  | 15    | 21   | HC Motor Zaporozhye     |
| 28 | GK   | Maksym Viunik       | 28 febbraio 1996 (25 anni)  | 1.98 m  | 3     | 0    | HC Motor Zaporozhye     |
| 33 | RW   | Illia Blyzniuk      | 19 febbraio 2001 (20 anni)  | 1.85 m  | 0     | 0    | Motor-Politekhnika      |
| 34 | LB   | Ihor Turchenko      | 4 dicembre 2000 (21 anni)   | 1.93 m  | 2     | 1    | HC Motor Zaporozhye     |
| 37 | CB   | Taras Minotskyi     | 15 gennaio 2000 (21 anni)   | 1.93 m  | 5     | 10   | Grupa Azoty Unia Tarnów |
| 55 | GK   | Gennadiy Komok      | 5 luglio 1987 (34 anni)     | 1.97 m  | 49    | 2    | HC Motor Zaporozhye     |
| 77 | P    | Dmytro Ilchenko     | 9 luglio 1996 (25 anni)     | 1.98 m  | 18    | 40   | CSKA Moscow             |
| 93 | LW   | Dmytro Artemenko    | 18 gennaio 1996 (25 anni)   | 1.80 m  | 18    | 41   | Dynamo Astrakhan        |
| 98 | LB   | Maxym Strelnikov    | 8 gennaio 1997 (25 anni)    | 2.03 m  | 2     | 3    | Chênois Genève Handball |

## Girone D

### Austria
Head coach:  Aleš Pajovič
| N. | Pos. | Nome                | Data di nascita (età)      | Altezza | Pres. | Reti | Squadra               |
| -- | ---- | ------------------- | -------------------------- | ------- | ----- | ---- | --------------------- |
| 2  | LB   | Alexander Hermann   | 10 dicembre 1991 (30 anni) | 1.92 m  | 77    | 133  | VfL Gummersbach       |
| 7  | RB   | Janko Bozovic       | 14 luglio 1985 (36 anni)   | 2.04 m  | 161   | 450  | VfL Gummersbach       |
| 8  | RW   | Robert Weber        | 25 novembre 1985 (36 anni) | 1.79 m  | 197   | 863  | HSG Nordhorn-Lingen   |
| 15 | P    | Fabian Posch        | 5 gennaio 1988 (34 anni)   | 1.98 m  | 114   | 199  | UHK Krems             |
| 16 | GK   | Florian Kaiper      | 26 maggio 1995 (26 anni)   | 1.86 m  | 12    | 1    | SG Handball West-Wien |
| 20 | LW   | Sebastian Frimmel   | 18 dicembre 1995 (26 anni) | 1.90 m  | 75    | 211  | Pick Szeged           |
| 24 | LB   | Daniel Dicker       | 5 giugno 1995 (26 anni)    | 1.98 m  | 28    | 24   | ThSV Eisenach         |
| 25 | CB   | Marin Martinovic    | 10 ottobre 1996 (25 anni)  | 1.89 m  | 6     | 3    | Fivers Margareten     |
| 26 | P    | Lukas Herburger     | 19 dicembre 1994 (27 anni) | 1.97 m  | 48    | 34   | Kadetten Schaffhausen |
| 28 | CB   | Gerald Zeiner       | 28 giugno 1988 (33 anni)   | 1.90 m  | 66    | 128  | Handball Tirol        |
| 30 | RB   | Boris Zivkovic      | 2 maggio 1992 (29 anni)    | 1.95 m  | 42    | 56   | Azoty-Puławy          |
| 32 | GK   | Golub Doknic        | 16 aprile 1982 (39 anni)   | 1.95 m  | 3     | 0    | Alpla HC Hard         |
| 39 | GK   | Ralf Patrick Häusle | 30 dicembre 1994 (27 anni) | 1.89 m  | 3     | 0    | Bregenz Handball      |
| 44 | RW   | Julian Ranftl       | 17 febbraio 1996 (25 anni) | 1.85 m  | 28    | 38   | SG Handball West-Wien |
| 45 | LW   | Eric Damböck        | 6 settembre 1999 (22 anni) | 1.81 m  | 5     | 4    | Fivers Margareten     |
| 53 | CB   | Nikola Bilyk        | 28 novembre 1996 (25 anni) | 1.98 m  | 78    | 333  | THW Kiel              |
| 55 | P    | Tobias Wagner       | 26 marzo 1995 (26 anni)    | 1.98 m  | 70    | 134  | Fenix Toulouse        |
| 72 | LB   | Lukas Hutecek       | 2 luglio 2000 (21 anni)    | 1.89 m  | 23    | 63   | TBV Lemgo             |

### Bielorussia
Head coach:  Yuri Shevtsov
| N. | Pos. | Nome                   | Data di nascita (età)       | Altezza | Pres. | Reti | Squadra                    |
| -- | ---- | ---------------------- | --------------------------- | ------- | ----- | ---- | -------------------------- |
| 1  | GK   | Ivan Matskevich        | 8 maggio 1991 (30 anni)     | 1.93 m  | 93    | 5    | Meshkov Brest              |
| 3  | LB   | Uladzislau Kulesh      | 28 maggio 1996 (25 anni)    | 2.06 m  | 89    | 332  | Łomża Vive Kielce          |
| 7  | CB   | Artsiom Kulak          | 23 febbraio 1996 (25 anni)  | 1.91 m  | 26    | 65   | Čechovskie Medvedi         |
| 9  | RB   | Aleh Astrashapkin      | 20 gennaio 1992 (29 anni)   | 1.90 m  | 57    | 65   | CSKA Moscow                |
| 14 | RW   | Yauheni Nikanovich     | 14 luglio 2000 (21 anni)    | 1.82 m  | 2     | 0    | SKA Minsk                  |
| 16 | GK   | Viachaslau Saldatsenka | 23 luglio 1994 (27 anni)    | 1.89 m  | 81    | 2    | Meshkov Brest              |
| 17 | LW   | Uladzislau Kryvenka    | 21 aprile 1999 (22 anni)    | 1.87 m  | 11    | 5    | SKA Minsk                  |
| 23 | LW   | Andrei Yurynok         | 21 settembre 1996 (25 anni) | 1.96 m  | 98    | 272  | Meshkov Brest              |
| 25 | P    | Viktar Zaitsau         | 27 agosto 1992 (29 anni)    | 2.04 m  | 49    | 33   | Permskie Medvedi           |
| 44 | CB   | Ihar Bialiauski        | 12 gennaio 2002 (20 anni)   | 1.92 m  | 2     | 0    | SKA Minsk                  |
| 55 | RW   | Mikita Vailupau        | 30 luglio 1995 (26 anni)    | 1.86 m  | 51    | 230  | Meshkov Brest              |
| 62 | LB   | Kiryl Samoila          | 31 gennaio 2002 (19 anni)   | 2.00 m  | 11    | 19   | SKA Minsk                  |
| 65 | RB   | Matsvei Udavenia       | 14 marzo 2000 (21 anni)     | 1.95 m  | 4     | 5    | SKA Minsk                  |
| 74 | P    | Viachaslau Bokhan      | 7 aprile 1996 (25 anni)     | 2.06 m  | 59    | 59   | HC Motor Zaporozhye        |
| 95 | CB   | Vadim Gayduchenko      | 24 aprile 1995 (26 anni)    | 1.93 m  | 76    | 172  | Saint-Raphaël Var Handball |
| 98 | RB   | Mikalai Aliokhin       | 9 aprile 1998 (23 anni)     | 1.90 m  | 27    | 25   | SKA Minsk                  |
|    | GK   | Ihar Chernikau         | 4 febbraio 1995 (26 anni)   | 1.98 m  | 1     | 0    | AC Diomidis Argous         |
|    | P    | Mikhail Zhyla          | 8 ottobre 1993 (28 anni)    | 1.99 m  | 0     | 0    | SKA Minsk                  |

### Germania
Head coach:  Alfreð Gíslason
| N. | Pos. | Nome               | Data di nascita (età)       | Altezza | Pres. | Reti | Squadra                |
| -- | ---- | ------------------ | --------------------------- | ------- | ----- | ---- | ---------------------- |
| 4  | P    | Johannes Golla     | 5 novembre 1997 (24 anni)   | 1.95 m  | 35    | 94   | SG Flensburg-Handewitt |
| 7  | P    | Patrick Wiencek    | 22 marzo 1989 (32 anni)     | 2.00 m  | 153   | 308  | THW Kiel               |
| 11 | LB   | Sebastian Heymann  | 1º marzo 1998 (23 anni)     | 1.98 m  | 14    | 25   | Frisch Auf Göppingen   |
| 17 | RW   | Lukas Zerbe        | 17 gennaio 1996 (25 anni)   | 1.84 m  | 4     | 6    | TBV Lemgo              |
| 18 | CB   | Julian Köster      | 16 marzo 2000 (21 anni)     | 2.00 m  | 4     | 3    | VfL Gummersbach        |
| 19 | RB   | Djibril M'Bengue   | 13 maggio 1992 (29 anni)    | 1.95 m  | 4     | 8    | FC Porto               |
| 20 | CB   | Philipp Weber      | 15 settembre 1992 (29 anni) | 1.94 m  | 55    | 135  | SC Magdeburgo          |
| 25 | RB   | Kai Häfner         | 10 luglio 1989 (32 anni)    | 1.92 m  | 114   | 247  | MT Melsungen           |
| 31 | LW   | Marcel Schiller    | 15 agosto 1991 (30 anni)    | 1.89 m  | 31    | 133  | Frisch Auf Göppingen   |
| 33 | GK   | Andreas Wolff      | 3 marzo 1991 (30 anni)      | 1.98 m  | 118   | 13   | Łomża Vive Kielce      |
| 35 | LB   | Julius Kühn        | 1º aprile 1993 (28 anni)    | 1.98 m  | 87    | 272  | MT Melsungen           |
| 36 | LW   | Lukas Mertens      | 22 marzo 1996 (25 anni)     | 1.82 m  | 4     | 7    | SC Magdeburgo          |
| 40 | CB   | Simon Ernst        | 2 aprile 1994 (27 anni)     | 1.96 m  | 43    | 36   | SC DHfK Leipzig        |
| 41 | GK   | Joel Birlehm       | 25 aprile 1997 (24 anni)    | 1.96 m  | 4     | 0    | SC DHfK Leipzig        |
| 44 | RB   | Christoph Steinert | 18 gennaio 1990 (31 anni)   | 1.96 m  | 6     | 12   | HC Erlangen            |
| 48 | P    | Jannik Kohlbacher  | 19 luglio 1995 (26 anni)    | 1.93 m  | 80    | 164  | Rhein-Neckar Löwen     |
| 73 | RW   | Timo Kastening     | 25 giugno 1995 (26 anni)    | 1.80 m  | 40    | 136  | MT Melsungen           |
| 98 | GK   | Till Klimpke       | 1º aprile 1998 (23 anni)    | 1.98 m  | 9     | 0    | HSG Wetzlar            |
| 99 | CB   | Luca Witzke        | 3 aprile 1999 (22 anni)     | 1.92 m  | 4     | 4    | SC DHfK Leipzig        |

### Polonia
Head coach:  Patryk Rombel
| N. | Pos. | Nome                 | Data di nascita (età)      | Altezza | Pres. | Reti | Squadra                            |
| -- | ---- | -------------------- | -------------------------- | ------- | ----- | ---- | ---------------------------------- |
| 1  | GK   | Mateusz Kornecki     | 5 giugno 1994 (27 anni)    | 1.94 m  | 48    | 3    | Łomża Vive Kielce                  |
| 2  | LB   | Damian Przytuła      | 27 novembre 1998 (23 anni) | 2.00 m  | 14    | 15   | Górnik Zabrze                      |
| 3  | RW   | Michał Daszek        | 27 giugno 1992 (29 anni)   | 1.82 m  | 118   | 299  | Orlen Wisła Płock                  |
| 4  | CB   | Piotr Jędraszczyk    | 9 ottobre 2001 (20 anni)   | 1.77 m  | 0     | 0    | Piotrkowianin Piotrków Trybunalski |
| 5  | CB   | Michał Olejniczak    | 31 gennaio 2001 (20 anni)  | 1.93 m  | 30    | 48   | Łomża Vive Kielce                  |
| 7  | P    | Patryk Walczak       | 29 luglio 1992 (29 anni)   | 1.99 m  | 55    | 38   | RK Vardar 1961                     |
| 9  | LB   | Szymon Sićko         | 20 agosto 1997 (24 anni)   | 2.00 m  | 43    | 99   | Łomża Vive Kielce                  |
| 12 | LB   | Ariel Pietrasik      | 21 ottobre 1999 (22 anni)  | 2.02 m  | 0     | 0    | TSV St. Otmar St. Gallen           |
| 15 | LB   | Kacper Adamski       | 19 marzo 1992 (29 anni)    | 1.88 m  | 5     | 11   | Energa MKS Kalisz                  |
| 18 | LB   | Melwin Beckman       | 5 agosto 2000 (21 anni)    | 1.98 m  | 2     | 5    | HK Aranäs                          |
| 19 | LW   | Jan Czuwara          | 18 ottobre 1995 (26 anni)  | 1.84 m  | 42    | 65   | RK Vardar 1961                     |
| 20 | CB   | Maciej Pilitowski    | 27 ottobre 1990 (31 anni)  | 1.88 m  | 34    | 36   | Energa MKS Kalisz                  |
| 21 | P    | Kamil Syprzak        | 23 luglio 1991 (30 anni)   | 2.07 m  | 144   | 282  | Paris Saint-Germain                |
| 23 | RW   | Arkadiusz Moryto     | 31 agosto 1997 (24 anni)   | 1.82 m  | 67    | 304  | Łomża Vive Kielce                  |
| 26 | LW   | Przemysław Krajewski | 20 gennaio 1987 (34 anni)  | 1.84 m  | 138   | 324  | Orlen Wisła Płock                  |
| 28 | P    | Maciej Gębala        | 10 gennaio 1994 (28 anni)  | 2.00 m  | 69    | 89   | SC DHfK Leipzig                    |
| 30 | RB   | Rafał Przybylski     | 19 febbraio 1991 (30 anni) | 2.00 m  | 69    | 89   | Azoty-Puławy                       |
| 36 | P    | Dawid Dawydzik       | 17 dicembre 1994 (27 anni) | 2.00 m  | 29    | 36   | Azoty-Puławy                       |
| 40 | GK   | Mateusz Zembrzycki   | 18 marzo 1997 (24 anni)    | 1.95 m  | 2     | 0    | Azoty-Puławy                       |
| 49 | LB   | Piotr Chrapkowski    | 24 marzo 1988 (33 anni)    | 2.03 m  | 128   | 173  | SC Magdeburgo                      |
| 94 | GK   | Adam Morawski        | 17 ottobre 1994 (27 anni)  | 1.90 m  | 57    | 3    | Orlen Wisła Płock                  |

## Girone E

### Bosnia ed Erzegovina
Head coach:  Ivica Obrvan
| N. | Pos. | Nome                 | Data di nascita (età)       | Altezza | Pres. | Reti | Squadra                |
| -- | ---- | -------------------- | --------------------------- | ------- | ----- | ---- | ---------------------- |
| 1  | GK   | Nebojša Bojić        | 30 dicembre 1996 (25 anni)  | 1.94 m  |       |      | Celje Pivovarna Laško  |
| 2  | CB   | Milan Vukšić         | 12 febbraio 2000 (21 anni)  | 1.72 m  |       |      | RK Izviđač CO          |
| 3  | LW   | Alen Ovčina          | 27 febbraio 1989 (32 anni)  | 1.89 m  | 62    | 162  | RK Sloboda Tuzla       |
| 4  | CB   | Josip Perić          | 5 giugno 1992 (29 anni)     | 1.80 m  | 46    | 68   | RK Eurofarm Pelister   |
| 5  | LB   | Mirko Herceg         | 26 febbraio 1992 (29 anni)  | 1.95 m  | 10    | 20   | Csurgói KK             |
| 7  | RB   | Aleksandar Milojević | 18 maggio 1992 (29 anni)    | 1.98 m  |       |      | RK Leotar Trebinj      |
| 11 | LB   | Edin Klis            | 22 febbraio 2000 (21 anni)  | 1.95 m  |       |      | PPD Zagreb             |
| 13 | RW   | Ibrahim Haseljić     | 14 gennaio 1998 (23 anni)   | 1.92 m  | 15    | 43   | RK Gorenje Velenje     |
| 14 | CB   | Mirsad Terzić        | 12 luglio 1983 (38 anni)    | 1.96 m  |       |      | Orlen Wisła Płock      |
| 15 | P    | Adin Faljić          | 24 settembre 2000 (21 anni) | 1.97 m  |       |      | PPD Zagreb             |
| 16 | GK   | Admir Ahmetašević    | 5 giugno 1994 (27 anni)     | 1.95 m  | 3     | 0    | Orlen Wisła Płock      |
| 18 | CB   | Ivan Karačić         | 26 maggio 1985 (36 anni)    | 1.90 m  |       |      | Maccabi Rishon Le Zion |
| 19 | LB   | Nikola Prce          | 31 agosto 1980 (41 anni)    | 2.00 m  |       |      | KH Besa Famgas         |
| 21 | P    | Vladimir Vranješ     | 14 dicembre 1988 (33 anni)  | 2.00 m  | 79    | 135  | Meshkov Brest          |
| 22 | RB   | Dejan Malinović      | 12 aprile 1992 (29 anni)    | 1.91 m  |       |      | Balatonfüredi KSE      |
| 23 | LB   | Dino Hamidović       | 11 luglio 1996 (25 anni)    | 1.95 m  | 9     | 11   | Gyöngyösi KK           |
| 30 | LW   | Enes Keškić          | 29 dicembre 1999 (22 anni)  | 1.83 m  |       |      | Die Eulen Ludwigshafen |
| 32 | LW   | Vlado Draganić       | 28 dicembre 1991 (30 anni)  | 1.87 m  |       |      | RK Borac M:tel         |
| 33 | RW   | Luka Perić           | 13 marzo 2003 (18 anni)     | 1.95 m  |       |      | RK Borac M:tel         |
| 40 | GK   | Harun Hodžić         | 7 giugno 2000 (21 anni)     | 1.95 m  |       |      | Chambéry SMBH          |
| 59 | P    | Elmir Građan         | 28 dicembre 1993 (28 anni)  | 1.90 m  |       |      | RK Eurofarm Pelister   |

### Rep. Ceca
Head coach:  Rastislav Trtík
| N. | Pos. | Nome               | Data di nascita (età)       | Altezza | Pres. | Reti | Squadra                  |
| -- | ---- | ------------------ | --------------------------- | ------- | ----- | ---- | ------------------------ |
| 1  | GK   | Tomáš Mrkva        | 20 gennaio 1989 (32 anni)   | 2.03 m  | 103   | 6    | Bergischer HC            |
| 2  | LW   | Jakub Hrstka       | 17 marzo 1990 (31 anni)     | 1.88 m  | 121   | 392  | Dessau-Roßlauer HV       |
| 3  | CB   | Roman Bečvář       | 18 aprile 1989 (32 anni)    | 1.91 m  | 127   | 265  | Red Boys Differdange     |
| 5  | RW   | Miroslav Jurka     | 7 giugno 1987 (34 anni)     | 1.89 m  | 94    | 186  | HC Zubří                 |
| 7  | RB   | Tomáš Piroch       | 12 maggio 2000 (21 anni)    | 1.87 m  | 10    | 14   | US Créteil Handball      |
| 17 | RB   | Stanislav Kašpárek | 11 giugno 1996 (25 anni)    | 2.00 m  | 44    | 157  | Meshkov Brest            |
| 18 | P    | Vít Reichl         | 15 giugno 1993 (28 anni)    | 1.88 m  | 2     | 10   | TV Hüttenberg            |
| 19 | CB   | Tomáš Babák        | 28 dicembre 1993 (28 anni)  | 1.86 m  | 76    | 242  | Bergischer HC            |
| 21 | RW   | Tomáš Číp          | 5 ottobre 1989 (32 anni)    | 1.89 m  | 89    | 210  | CS Minaur Baia Mare      |
| 23 | P    | Leoš Petrovský     | 5 gennaio 1993 (29 anni)    | 2.02 m  | 70    | 169  | TuS Nettelstedt-Lübbecke |
| 26 | LW   | Marek Vančo        | 12 luglio 1989 (32 anni)    | 1.80 m  | 41    | 44   | HC Elbflorenz            |
| 31 | LB   | Matěj Klíma        | 24 marzo 1999 (22 anni)     | 1.92 m  | 15    | 51   | VfL Lübeck-Schwartau     |
| 32 | LB   | Vojtěch Patzel     | 23 settembre 1998 (23 anni) | 1.90 m  | 20    | 28   | HCB Karviná              |
| 34 | LB   | Dominik Solák      | 17 agosto 1997 (24 anni)    | 1.98 m  | 25    | 13   | HCB Karviná              |
| 37 | P    | Jan Užek           | 11 ottobre 1993 (28 anni)   | 1.94 m  | 31    | 36   | HCB Karviná              |
| 39 | CB   | Lukáš Mořkovský    | 4 gennaio 2002 (20 anni)    | 1.89 m  | 1     | 0    | HC Zubří                 |
| 40 | RB   | Dieudonné Mubenzem | 22 marzo 1996 (25 anni)     | 1.90 m  | 41    | 50   | HSC 2000 Coburg          |
| 61 | GK   | Karel Šmíd         | 4 giugno 1993 (28 anni)     | 1.85 m  | 3     | 0    | Talent M.A.T. Plzeň      |
| 66 | P    | Štěpán Zeman       | 9 maggio 1997 (24 anni)     | 1.97 m  | 40    | 38   | VfL Gummersbach          |
| 71 | GK   | Šimon Mizera       | 29 dicembre 2000 (21 anni)  | 1.90 m  | 8     | 1    | HC Zubří                 |
| 96 | P    | Václav Franc       | 10 agosto 1996 (25 anni)    | 2.01 m  | 8     | 0    | HCB Karviná              |

### Spagna
Head coach:  Jordi Ribera
| N. | Pos. | Nome                    | Data di nascita (età)       | Altezza | Pres. | Reti | Squadra               |
| -- | ---- | ----------------------- | --------------------------- | ------- | ----- | ---- | --------------------- |
| 1  | GK   | Gonzalo Pérez de Vargas | 10 gennaio 1991 (31 anni)   | 1.90 m  | 138   | 14   | Barça                 |
| 3  | RB   | Eduardo Gurbindo        | 8 novembre 1987 (34 anni)   | 1.96 m  | 144   | 184  | Dinamo București      |
| 4  | P    | Iñaki Peciña            | 31 maggio 1988 (33 anni)    | 2.00 m  | 23    | 17   | Pays d'Aix UC         |
| 5  | RB   | Jorge Maqueda           | 6 febbraio 1988 (33 anni)   | 1.97 m  | 166   | 418  | Telekom Veszprém      |
| 6  | LW   | Ángel Fernández         | 16 settembre 1988 (33 anni) | 1.92 m  | 87    | 264  | Barça                 |
| 12 | GK   | Rodrigo Corrales        | 24 gennaio 1991 (30 anni)   | 2.00 m  | 99    | 4    | Telekom Veszprém      |
| 14 | RW   | Ferran Solé             | 25 agosto 1992 (29 anni)    | 1.92 m  | 76    | 304  | Paris Saint-Germain   |
| 17 | P    | Adrià Figueras          | 31 agosto 1988 (33 anni)    | 1.92 m  | 94    | 252  | C' Chartres MHB       |
| 21 | LB   | Joan Cañellas           | 30 settembre 1986 (35 anni) | 1.98 m  | 205   | 505  | Kadetten Schaffhausen |
| 25 | CB   | Agustín Casado          | 21 maggio 1996 (25 anni)    | 1.93 m  | 4     | 7    | BM Logroño La Rioja   |
| 27 | LB   | Antonio García          | 6 marzo 1984 (37 anni)      | 1.91 m  | 90    | 179  | BM Granollers         |
| 29 | LW   | Aitor Ariño             | 5 ottobre 1992 (29 anni)    | 1.87 m  | 74    | 146  | Barça                 |
| 30 | RW   | Aleix Gómez             | 7 maggio 1997 (24 anni)     | 1.82 m  | 60    | 210  | Barça                 |
| 35 | P    | Gedeón Guardiola        | 1º ottobre 1984 (37 anni)   | 2.05 m  | 170   | 198  | TBV Lemgo             |
| 38 | CB   | Ian Tarrafeta           | 4 gennaio 1999 (23 anni)    | 1.88 m  | 11    | 22   | Pays d'Aix UC         |
| 51 | LW   | Miguel Sánchez-Migallón | 8 febbraio 1995 (26 anni)   | 2.00 m  | 14    | 15   | Łomża Vive Kielce     |
| 58 | LB   | Chema Márquez           | 20 dicembre 1996 (25 anni)  | 1.87 m  | 4     | 8    | BM Granollers         |
| 61 | GK   | Sergey Hernández        | 17 giugno 1995 (26 anni)    | 1.97 m  | 26    | 8    | S.L. Benfica          |
| 64 | RW   | Kauldi Odriozola        | 7 gennaio 1997 (25 anni)    | 1.83 m  | 19    | 67   | Bidasoa Irun          |

### Svezia
Head coach:  Glenn Solberg
| N. | Pos. | Nome                 | Data di nascita (età)       | Altezza | Pres. | Reti | Squadra                |
| -- | ---- | -------------------- | --------------------------- | ------- | ----- | ---- | ---------------------- |
| 1  | GK   | Peter Johannesson    | 12 maggio 1992 (29 anni)    | 1.91 m  | 18    | 2    | TBV Lemgo              |
| 2  | LB   | Jonathan Carlsbogård | 19 aprile 1995 (26 anni)    | 1.95 m  | 27    | 57   | TBV Lemgo              |
| 4  | LW   | Emil Mellegård       | 6 novembre 1997 (24 anni)   | 1.91 m  | 7     | 13   | HSG Wetzlar            |
| 5  | P    | Max Darj             | 27 settembre 1991 (30 anni) | 1.92 m  | 85    | 76   | Bergischer HC          |
| 6  | P    | Felix Möller         | 4 settembre 2002 (19 anni)  | 1.95 m  | 2     | 0    | IK Sävehof             |
| 10 | RW   | Niclas Ekberg        | 23 dicembre 1988 (33 anni)  | 1.91 m  | 190   | 778  | THW Kiel               |
| 11 | RW   | Daniel Pettersson    | 6 maggio 1992 (29 anni)     | 1.79 m  | 54    | 134  | SC Magdeburgo          |
| 12 | GK   | Andreas Palicka      | 10 luglio 1986 (35 anni)    | 1.89 m  | 129   | 11   | Redbergslids IK        |
| 15 | LW   | Hampus Wanne         | 10 dicembre 1993 (28 anni)  | 1.85 m  | 54    | 202  | SG Flensburg-Handewitt |
| 18 | P    | Fredric Pettersson   | 11 febbraio 1989 (32 anni)  | 2.01 m  | 81    | 108  | Fenix Toulouse         |
| 19 | CB   | Felix Claar          | 5 gennaio 1997 (25 anni)    | 1.92 m  | 34    | 65   | Aalborg Handbold       |
| 23 | RB   | Albin Lagergren      | 11 settembre 1992 (29 anni) | 1.86 m  | 72    | 214  | Rhein-Neckar Löwen     |
| 24 | CB   | Jim Gottfridsson     | 2 settembre 1992 (29 anni)  | 1.91 m  | 116   | 371  | SG Flensburg-Handewitt |
| 30 | GK   | Tobias Thulin        | 5 luglio 1995 (26 anni)     | 1.98 m  | 26    | 0    | TVB 1898 Stuttgart     |
| 32 | P    | Oscar Bergendahl     | 8 marzo 1995 (26 anni)      | 1.92 m  | 15    | 26   | GOG Håndbold           |
| 33 | RB   | Lukas Sandell        | 3 febbraio 1997 (24 anni)   | 1.92 m  | 21    | 53   | Aalborg Handbold       |
| 42 | LB   | Eric Johansson       | 28 giugno 2000 (21 anni)    | 1.98 m  | 3     | 8    | Elverum Håndball       |
| 49 | LB   | Karl Wallinius       | 14 gennaio 1999 (22 anni)   | 1.99 m  | 3     | 0    | Montpellier Handball   |

## Girone F

### Lituania
Head coach:  Mindaugas Andriuška
| N. | Pos. | Nome                        | Data di nascita (età)      | Altezza | Pres. | Reti | Squadra                   |
| -- | ---- | --------------------------- | -------------------------- | ------- | ----- | ---- | ------------------------- |
| 3  | LW   | Mindaugas Urbonas           | 17 aprile 1992 (29 anni)   | 1.85 m  | 32    | 55   | HC Vilnius                |
| 5  | CB   | Žanas Gabrielius Virbauskas | 3 aprile 1997 (24 anni)    | 1.80 m  | 28    | 53   | ABANCA Ademar León        |
| 7  | CB   | Aidenas Malašinskas         | 29 aprile 1986 (35 anni)   | 1.89 m  | 92    | 420  | HC Motor Zaporozhye       |
| 9  | RB   | Povilas Babarskas           | 13 dicembre 1988 (33 anni) | 1.95 m  | 52    | 115  | TV Grosswallstadt         |
| 11 | CB   | Benas Petreikis             | 9 febbraio 1992 (29 anni)  | 1.87 m  | 52    | 129  | TuS Nettelstedt-Lübbecke  |
| 12 | GK   | Vilius Rašimas              | 8 novembre 1989 (32 anni)  | 1.96 m  | 71    | 1    | Selfoss                   |
| 13 | RB   | Gytis Šmantauskas           | 25 maggio 1997 (24 anni)   | 1.98 m  | 11    | 4    | FH                        |
| 14 | LB   | Gerdas Babarskas            | 14 febbraio 1994 (27 anni) | 1.97 m  | 45    | 111  | Chambéry SMBH             |
| 15 | LB   | Lukas Simėnas               | 8 maggio 1996 (25 anni)    | 2.07 m  | 30    | 39   | BM Los Dólmenes Antequera |
| 16 | GK   | Lukas Gurskis               | 9 settembre 1997 (24 anni) | 1.97 m  | 17    | 3    | HC Granitas               |
| 20 | LW   | Skirmantas Plėta            | 2 dicembre 1989 (32 anni)  | 1.81 m  | 87    | 167  | VHC Šviesa                |
| 32 | GK   | Giedrius Morkūnas           | 7 novembre 1987 (34 anni)  | 1.88 m  | 59    | 7    | VHC Šviesa                |
| 34 | RW   | Mykolas Lapiniauskas        | 21 luglio 2000 (21 anni)   | 1.85 m  | 8     | 11   | HC Dragūnas Klaipėda      |
| 35 | RW   | Valdas Drabavičius          | 21 giugno 1990 (31 anni)   | 1.88 m  | 57    | 132  | VHC Šviesa                |
| 37 | LW   | Deividas Jovaišas           | 7 aprile 1998 (23 anni)    | 1.74 m  | 4     | 8    | HC Granitas               |
| 38 | LB   | Karolis Antanavičius        | 6 gennaio 1998 (24 anni)   | 1.94 m  | 11    | 12   | Alpla HC Hard             |
| 39 | LW   | Deividas Virbauskas         | 19 aprile 1995 (26 anni)   | 1.80 m  | 3     | 8    | HC Don Cossack-SFU        |
| 55 | P    | Tadas Stankevičius          | 2 dicembre 1990 (31 anni)  | 1.92 m  | 70    | 89   | HC Varsa-Stronglasas      |
| 71 | CB   | Lukas Juškenas              | 28 giugno 1996 (25 anni)   | 1.81 m  | 13    | 13   | HSC 2000 Coburg           |
| 88 | RB   | Mindaugas Dumčius           | 6 luglio 1995 (26 anni)    | 1.91 m  | 50    | 145  | HC Elbflorenz             |

### Norvegia
Head coach:  Christian Berge
| N. | Pos. | Nome                   | Data di nascita (età)       | Altezza | Pres. | Reti | Squadra              |
| -- | ---- | ---------------------- | --------------------------- | ------- | ----- | ---- | -------------------- |
| 3  | CB   | Vetle Eck Aga          | 4 ottobre 1993 (28 anni)    | 1.90 m  | 6     | 2    | IK Sävehof           |
| 5  | CB   | Sander Sagosen         | 14 settembre 1995 (26 anni) | 1.95 m  | 129   | 659  | THW Kiel             |
| 6  | LW   | Sebastian Barthold     | 27 agosto 1991 (30 anni)    | 1.84 m  | 39    | 57   | Aalborg Handbold     |
| 7  | CB   | Sander Øverjordet      | 8 aprile 1996 (25 anni)     | 1.97 m  | 24    | 13   | Mors-Thy Håndbold    |
| 11 | P    | Petter Øverby          | 26 marzo 1992 (29 anni)     | 1.94 m  | 94    | 73   | HC Erlangen          |
| 12 | GK   | Kristian Sæverås       | 22 giugno 1996 (25 anni)    | 1.97 m  | 40    | 2    | SC DHfK Leipzig      |
| 13 | LB   | Erik Thorsteinsen Toft | 14 novembre 1992 (29 anni)  | 1.92 m  | 5     | 12   | Mors-Thy Håndbold    |
| 15 | RB   | Kent Robin Tønnesen    | 5 giugno 1991 (30 anni)     | 1.95 m  | 121   | 314  | Pick Szeged          |
| 16 | GK   | Sander Drange Heieren  | 23 ottobre 1998 (23 anni)   | 1.90 m  | 2     | 0    | Drammen HK           |
| 19 | RW   | Kristian Bjørnsen      | 10 gennaio 1989 (33 anni)   | 1.92 m  | 151   | 565  | Aalborg Handbold     |
| 21 | P    | Magnus Gullerud        | 13 novembre 1991 (30 anni)  | 1.93 m  | 148   | 193  | SC Magdeburgo        |
| 24 | CB   | Christian O'Sullivan   | 22 agosto 1991 (30 anni)    | 1.90 m  | 144   | 231  | SC Magdeburgo        |
| 26 | LB   | Simen Holand Pettersen | 8 aprile 1998 (23 anni)     | 1.92 m  | 13    | 22   | Elverum Håndball     |
| 27 | RB   | Harald Reinkind        | 17 agosto 1992 (29 anni)    | 1.96 m  | 129   | 274  | THW Kiel             |
| 30 | GK   | Torbjørn Bergerud      | 16 luglio 1994 (27 anni)    | 2.00 m  | 108   | 0    | GOG Håndbold         |
| 32 | P    | Thomas Solstad         | 26 febbraio 1997 (24 anni)  | 1.90 m  | 12    | 11   | Elverum Håndball     |
| 44 | RW   | Kevin Gulliksen        | 9 novembre 1996 (25 anni)   | 1.85 m  | 59    | 109  | Frisch Auf Göppingen |
| 71 | LW   | Alexander Blonz        | 17 aprile 2000 (21 anni)    | 1.83 m  | 44    | 86   | Pick Szeged          |
| 89 | RB   | Christoffer Rambo      | 18 novembre 1989 (32 anni)  | 1.99 m  | 99    | 218  | IL Runar             |

### Russia
Head coach:  Velimir Petković
| N. | Pos. | Nome                | Data di nascita (età)       | Altezza | Pres. | Reti | Squadra             |
| -- | ---- | ------------------- | --------------------------- | ------- | ----- | ---- | ------------------- |
| 1  | GK   | Artjom Grushko      | 20 giugno 1993 (28 anni)    | 1.93 m  | 2     | 0    | Chekhovskye Medvedi |
| 3  | LB   | Dmitrii Santalov    | 7 aprile 1996 (25 anni)     | 1.96 m  | 37    | 105  | Meshkov Brest       |
| 5  | RB   | Dmitrii Kiselev     | 15 novembre 1994 (27 anni)  | 1.93 m  | 65    | 177  | CSKA Moscow         |
| 6  | RW   | Daniil Shishkaryov  | 6 luglio 1988 (33 anni)     | 1.90 m  | 145   | 356  | Chekhovskye Medvedi |
| 10 | CB   | Valentin Vorobev    | 27 maggio 1995 (26 anni)    | 1.90 m  | 4     | 6    | CSKA Moscow         |
| 17 | RB   | Alexander Kotov     | 11 luglio 1994 (27 anni)    | 1.98 m  | 41    | 49   | Chekhovskye Medvedi |
| 20 | LB   | Mikhail Vinogradov  | 4 aprile 1997 (24 anni)     | 1.94 m  | 10    | 6    | Bregenz Handball    |
| 22 | P    | Viacheslav Kasatkin | 2 settembre 1996 (25 anni)  | 1.86 m  | 7     | 1    | Tatran Prešov       |
| 23 | LW   | Roman Ostashchenko  | 26 settembre 1992 (29 anni) | 1.87 m  | 48    | 46   | Chekhovskye Medvedi |
| 24 | RW   | Dmitry Kornev       | 16 giugno 1992 (29 anni)    | 1.86 m  | 26    | 39   | Chekhovskye Medvedi |
| 25 | LB   | Evgenij Dzemin      | 30 agosto 1997 (24 anni)    | 2.07 m  | 0     | 0    | Chekhovskye Medvedi |
| 28 | CB   | Sergey Kudinov      | 29 giugno 1991 (30 anni)    | 1.95 m  | 46    | 39   | C' Chartres MHB     |
| 30 | P    | Aleksandr Ermakov   | 14 gennaio 1996 (25 anni)   | 1.95 m  | 26    | 39   | Chekhovskye Medvedi |
| 32 | GK   | Andrei Vereshchagin | 22 gennaio 1997 (24 anni)   | 1.98 m  | 2     | 0    | Permskie Medvedi    |
| 39 | RW   | Ilia Demin          | 10 luglio 2000 (21 anni)    | 1.87 m  | 3     | 5    | Dynamo Astrakhan    |
| 44 | LW   | Igor Soroka         | 27 maggio 1991 (30 anni)    | 1.80 m  | 74    | 211  | CSKA Moscow         |
| 52 | RB   | Sergej Ivanov       | 16 ottobre 2000 (21 anni)   | 2.00 m  | 11    | 7    | CSKA Moscow         |
| 76 | P    | Radomir Vrachevich  | 19 maggio 1999 (22 anni)    | 1.96 m  | 0     | 0    | Dynamo-Victor       |
| 78 | P    | Pavel Andreev       | 19 luglio 1992 (29 anni)    | 1.97 m  | 28    | 59   | Chekhovskye Medvedi |
| 87 | GK   | Viktor Kireyev      | 5 maggio 1987 (34 anni)     | 1.90 m  | 89    | 1    | CSKA Moscow         |
| 89 | CB   | Dmitry Zhitnikov    | 20 novembre 1989 (32 anni)  | 1.97 m  | 147   | 383  | Orlen Wisła Płock   |
| 99 | LB   | Sergei Kosorotov    | 16 giugno 1999 (22 anni)    | 2.00 m  | 43    | 118  | Orlen Wisła Płock   |

### Slovacchia
Head coach:  Peter Kukučka
| N. | Pos. | Nome            | Data di nascita (età)       | Altezza | Pres. | Reti | Squadra                    |
| -- | ---- | --------------- | --------------------------- | ------- | ----- | ---- | -------------------------- |
| 1  | GK   | Teodor Paul     | 22 aprile 1987 (34 anni)    | 1.94 m  | 110   | 1    | USAM Nîmes                 |
| 2  | LB   | Oliver Rábek    | 30 settembre 1987 (34 anni) | 2.04 m  | 65    | 234  | Tatran Prešov              |
| 3  | RB   | Patrik Hruščák  | 20 marzo 1989 (32 anni)     | 2.04 m  | 80    | 204  | Košice Crows               |
| 5  | RB   | Marek Korbel    | 6 marzo 1995 (26 anni)      | 1.92 m  | 10    | 5    | Talent M.A.T. Plzeň        |
| 7  | P    | Šimon Macháč    | 30 settembre 1993 (28 anni) | 1.91 m  | 20    | 31   | SBS-Eger                   |
| 10 | CB   | Tomáš Rečičár   | 30 novembre 1998 (23 anni)  | 1.90 m  | 18    | 23   | Tatran Prešov              |
| 11 | LW   | Martin Briatka  | 6 giugno 1991 (30 anni)     | 1.82 m  | 36    | 54   | MŠK Považská Bystrica      |
| 18 | LB   | Jakub Prokop    | 21 agosto 1998 (23 anni)    | 1.92 m  | 16    | 24   | BM Nava                    |
| 19 | CB   | Martin Potisk   | 28 gennaio 1999 (22 anni)   | 1.90 m  | 9     | 14   | ThSV Eisenach              |
| 20 | RW   | Tomáš Urban     | 17 settembre 1989 (32 anni) | 1.88 m  | 126   | 310  | GWD Minden                 |
| 21 | CB   | Ľubomír Ďuriš   | 5 settembre 1987 (34 anni)  | 1.75 m  | 89    | 152  | Gyöngyösi KK               |
| 23 | LW   | Lukáš Péchy     | 24 marzo 1997 (24 anni)     | 1.89 m  | 6     | 16   | HC Sporta Hlohovec         |
| 25 | RB   | Marek Kováčech  | 25 gennaio 1989 (32 anni)   | 1.82 m  | 20    | 32   | Handball Sportunion Leoben |
| 30 | RB   | Marek Hniďák    | 6 giugno 2001 (20 anni)     | 2.00 m  | 0     | 0    | HC Burgenland              |
| 39 | CB   | Tomáš Smetánka  | 6 giugno 2002 (19 anni)     | 1.83 m  | 0     | 0    | BM Nava                    |
| 47 | LB   | Lukáš Urban     | 22 giugno 1995 (26 anni)    | 2.01 m  | 40    | 90   | Grundfos Tatabánya         |
| 48 | P    | Dominik Kalafut | 15 giugno 1995 (26 anni)    | 1.96 m  | 18    | 25   | HSG Nordhorn-Lingen        |
| 49 | P    | Martin Slaninka | 16 luglio 1989 (32 anni)    | 2.02 m  | 54    | 72   | HSC Suhr Aarau             |
| 67 | GK   | Marián Žernovič | 1º luglio 1991 (30 anni)    | 1.86 m  | 44    | 1    | Ferencvárosi TC            |
| 73 | GK   | Igor Chupryna   | 25 aprile 1990 (31 anni)    | 2.00 m  | 5     | 0    | HC Don Cossack-SFU         |
| 81 | LB   | Jakub Mikita    | 7 maggio 1993 (28 anni)     | 1.96 m  | 26    | 76   | Ceglédi KKSE               |